# Somehow
"Somehow" is de eerste single van het vijfde studioalbum, genaamd LP1, van de Britse zangeres Joss Stone. De single verscheen op 24 juni 2011, maar haalde nergens echt commercieel succes. Alleen in Japan en Luxemburg wist het nummer de hitlijsten te halen; het stond daar respectievelijk op de 18de en 44ste plek.
1. Somehow − 3:04